# Cheikh Amadou Fall
Cheikh Amadou Fall (ur. 7 lutego 1946 w Dakarze, zm. 19 czerwca 2008 tamże) – senegalski koszykarz, reprezentant kraju, dwukrotny olimpijczyk.
Uczestnik IO 1968 i IO 1972. Łącznie podczas tych turniejów wystąpił w 14 meczach (z 17), w których zdobył 58 lub 60 punktów (48 lub 50 w Meksyku i 10 w Monachium). W Meksyku popełnił 13 przewinień, zaś w 1972 roku 8. Ponadto w Monachium uzyskał 7 zbiórek (w tym 3 ofensywne i 4 defensywne).
Na obu imprezach zajął wraz z drużyną 15. miejsce. Te dwa turnieje przebiegały dla Senegalu podobnie, przegrywali bowiem wszystkie siedem meczów grupowych i grali w turniejach o miejsca 13–16. Spotkania o miejsca 13–14 przegrywali, więc jako pokonani grali na obu turniejach o przedostatnie miejsce. W Meksyku wygrali z drużyną Maroka (42–38), zaś w Monachium wygrali z Egipcjanami walkowerem (mecz o przedostatnie miejsce się nie odbył, gdyż mająca w nim grać drużyna Egiptu wyjechała z Niemiec przed zakończeniem turnieju (w związku z masakrą izraelskich sportowców)).